# Arturo Baltar
Arturo Baltar Santos (Quintás da Barra, Coles, Orense, 1924 - Cachamuíña, Pereiro de Aguiar, Orense, 18 de diciembre de 2017) fue un escultor gallego, que trabajó fundamentalmente en terracota policromada.

## Biografía

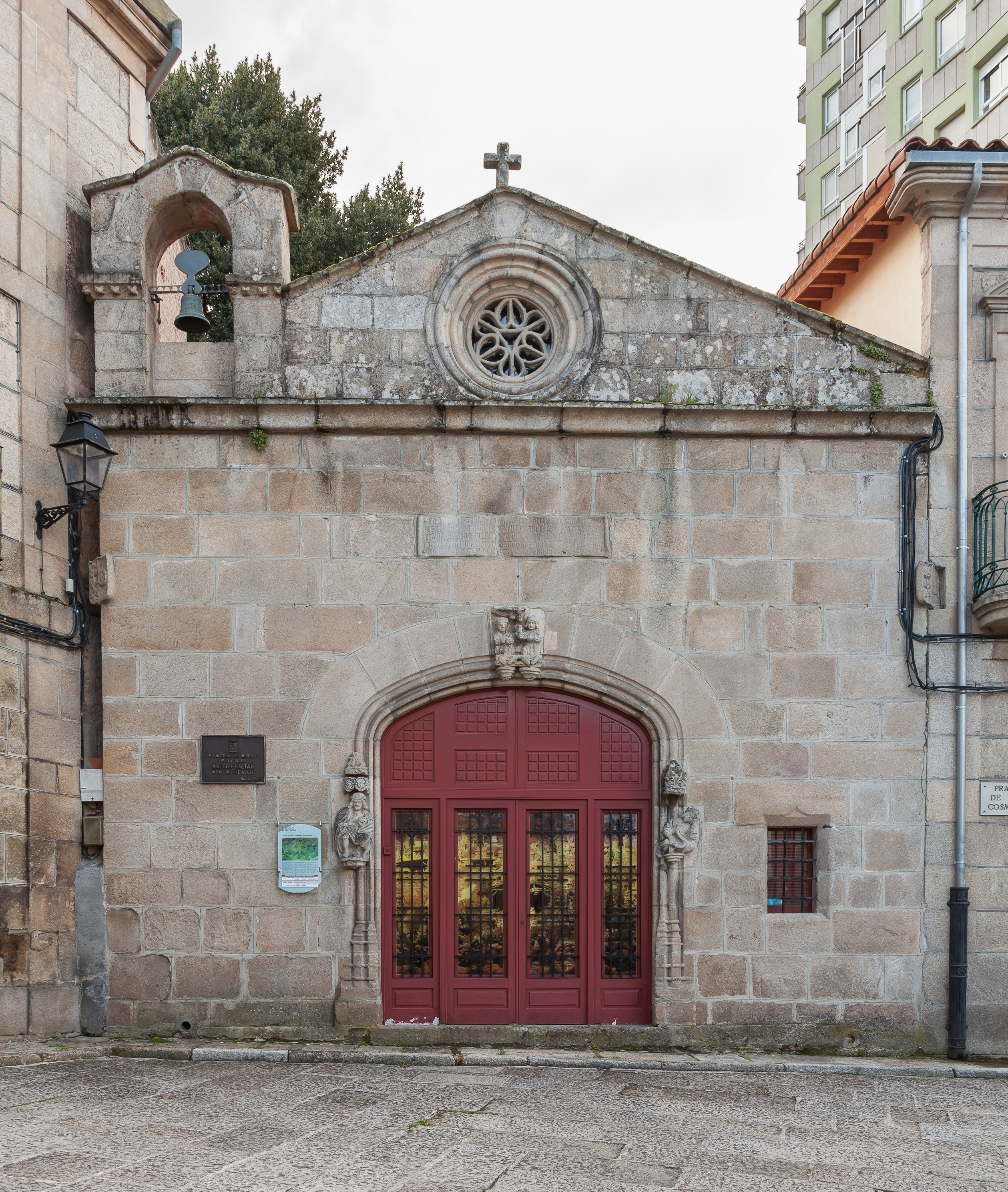
Espacio Expositivo Arturo Baltar, en Orense.

### Inicios
Nació en Quintás da Barra, Coles (Orense), donde tuvo una infancia dura y marcada por la pobreza de la guerra civil y la posguerra y los valores tradicionales. En los años cuarenta viajó por la Península con un grupo de feriantes gitanos, con los que hacía un número con una cabra. Posteriormente vivió en Madrid y de nuevo en Orense, donde estudió en la Escuela de Artes y Oficios. Su obra se compone fundamentalmente de piezas de terracota policromada, con frecuencia en conjuntos complejos como retablos o belenes. Las temáticas son profanas y religiosas, pero giran principalmente en torno a las personas y ambientes del Orense rural.
Formó parte del grupo Os Artistiñas, creado en 1963 por siete artistas de la ciudad de Orense,y vivió principalmente de encargos y venta directa, por lo que tiene obra en diferentes establecimientos comerciales de la ciudad.

### Belén
Baltar adquirió especial notoriedad en la ciudad de Orense por su belén, un conjunto de figuras de temática navideña en el que trabajó durante trece años. La obra, de carácter costumbrista, refleja diferentes profesiones y personas reales del rural orensano durante la posguerra, así como una escena de A esmorga de Eduardo Blanco Amor, con quien mantuvo una relación estrecha.Inicialmente se componía de trece figuras y respondía a un encargo de 1967 de la Asociación de Belenistas de Orense. Tras varias ampliaciones, en 1980 se restauró la capilla de San Cosme y San Damián de Orense para acogerlo de forma permanente junto a unos murales de Xaime Quesada y frisos de Virxilio.

## Legado
En 2010 se restauró el edificio anexo a la capilla de San Cosme y San Damián de Orense para crear el Espacio Expositivo Arturo Baltar, en que se exponen el belén y un conjunto de retablos del escultor.En 2014 se realizó una exposición antológica en el Centro Cultural de la Diputación de Orense, y en 2022 el escritor Antón Lopo publicó un libro sobre su figura.
La obra escultórica de Baltar desempeña un papel central en Acariño galaico, la tercera parte del Tríptico elemental de España de José Val del Omar. En 2021 el Museo Reina Sofía abrió una sala dedicada a Val del Omar que contaba con dos obras de Baltar.